# Rani Rosius
Rani Rosius (Genk, 25 april 2000) is een Belgische atlete, die gespecialiseerd is in de sprint. Ze werd negenmaal Belgisch kampioene. Ze nam eenmaal deel aan de Olympische Spelen.

## Loopbaan

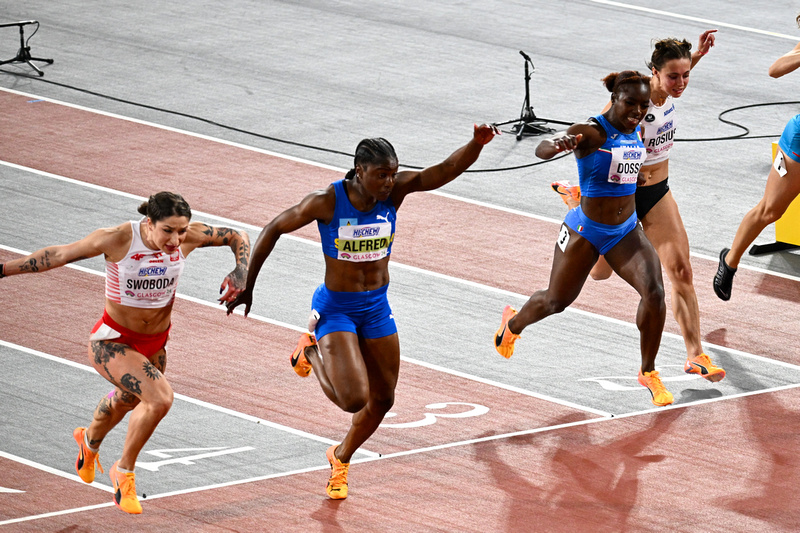
Rani Rosius (rechts) als zesde over de eindstreep in de 60 m finale op het WK indoor in Glasgow (2024)

Rosius nam in 2019 op de 4 × 100 m deel aan de Europese kampioenschappen U20 in Borås. Ze werd samen met de Belgische ploeg gediskwalificeerd in de reeksen. In 2020 werd ze in een persoonlijk record voor het eerst Belgisch kampioene op de 100 m. Ze werd met haar tijd de snelste Belgische vrouw na Kim Gevaert. Op 13 mei 2023 liep Rosius haar snelste 100 m ooit in het Keniaanse Nairobi, in een tijd van 11,08 s. Deze tijd werd echter niet gehomologeerd door een iets te sterke rugwind. Op 9 maart 2025 vestigde ze met 7,08 s een nieuw Belgisch record op de 60 m indoor in de halve finale van het EK indoor 2025 in Apeldoorn.
Club
Rosius is aangesloten bij AV Toekomst.

## Belgische kampioenschappen
Outdoor
| Onderdeel | Jaar                   |
| --------- | ---------------------- |
| 100 m     | 2020, 2021, 2022, 2025 |

Indoor
| Onderdeel | Jaar                         |
| --------- | ---------------------------- |
| 60 m      | 2021, 2022, 2023, 2024, 2025 |

## Persoonlijke records
Outdoor
| Onderdeel | Prestatie | Wind     | Datum           | Plaats  |
| --------- | --------- | -------- | --------------- | ------- |
| 100 m     | 11,10 s   | +0,8 m/s | 2 augustus 2024 | Parijs  |
| 200 m     | 23,11 s   | +1,0 m/s | 30 juni 2024    | Brussel |

Indoor
| Onderdeel | Prestatie   | Datum           | Plaats    |
| --------- | ----------- | --------------- | --------- |
| 60 m      | 7,08 s (NR) | 9 maart 2025    | Apeldoorn |
| 200 m     | 23,67 s     | 1 februari 2025 | Gent      |

## Palmares

### 60 m
- 2019:  BK indoor AC – 7,43 s
- 2020:  BK indoor AC – 7,37 s
- 2021:  BK indoor AC – 7,39 s
- 2021: 4e in ½ fin. EK indoor in Toruń – 7,29 s
- 2022:  BK indoor AC – 7,35 s
- 2023:  BK indoor AC – 7,20 s
- 2023: 4e EK indoor in Istanbul – 7,15 s
- 2024:  BK indoor AC – 7,20 s
- 2024: 6e WK indoor - 7,14 s (in reeks 7,12 s)
- 2025:  BK indoor AC – 7,20 s
- 2025: 5e EK indoor in Apeldoorn – 7,10 s (in ½ fin. 7,08 s (NR))
- 2025: 7e WK indoor in Nanjing – 7,14 s

### 100 m
- 2019:  BK AC – 11,67 s
- 2020:  BK AC – 11,39 s
- 2021:  BK AC – 11,39 s
- 2021:  EK U23 in Tallinn – 11,43 s
- 2022:  BK AC – 11,28 s
- 2022: 6e in ½ fin. EK in München – 11,53 s (in reeks 11,47 s)
- 2023:  EK voor landenteams – 11,20 s
- 2023: 7e in ½ fin. WK in Boedapest – 11,20 s (in reeks 11,18 s)
- 2024: 5e in ½ fin. EK in Rome - 11,25 s
- 2024:  BK AC – 11,23 s
- 2024: 8e in ½ fin. OS in Parijs – 11,29 s (+0,1 m/s) (in reeks 11,10 s)
- 2025: 7e Meeting International Mohammed VI d'Athlétisme de Rabat – 11,29 s
- 2025:  BK AC – 11,27 s

### 200 m
- 2019:  BK AC – 24,17 s
- 2020:  BK AC – 23,90 s
- 2021:  BK AC – 23,49 s
- 2021: 8e Memorial Van Damme – 23,79 s
- 2022:  BK AC – 23,60 s
- 2024:  BK AC – 23,11 s

### 4 × 100 m
- 2019: DQ reeks EK U20 in Boras
- 2019:  EK voor landenteams in Sandnes – 44,53 s
- 2022: 6e EK in München – 43,98 s
- 2024: 6e EK in Rome – 43,48 s
- 2024: DQ in reeks OS in Parijs

## Onderscheidingen
- 2021: Gouden Spike voor beste vrouwelijke belofte